# Masao Kiba
Masao Kiba (木場 昌雄, Kiba Masao) est un footballeur japonais né le 6 septembre 1974.